# Amorebieta-Echano
Amorebieta-Echano (em castelhano) ou Amorebieta-Etxano (em basco), também conhecida simplesmente como Amorebieta ou Zornotza, é um município da Espanha na província da Biscaia, comunidade autónoma do País Basco, com 58,7 km² de área. Em 2021 tinha 19 576 habitantes (densidade: 333,5 hab./km²).